# Vasílios Lákis
Vasílios Lákis (en grec : Βασίλειος Λάκης), ou Vasílis Lákis (Βασίλης Λάκης), né le 10 septembre 1976 à Thessalonique, est un footballeur grec. Il évolue au poste de milieu droit.

## Carrière
- 1995-1998 :  Paniliakos
- 1998-2004 :  AEK Athènes
- 2004-2005 :  Crystal Palace
- 2005-2007 :  AEK Athènes
- 2007-2009 :  PAOK Salonique
- 2009-2010 :  AO Kavala[2]

## Palmarès
- Grèce :
  - Vainqueur du Championnat d'Europe des nations en 2004.
  - 35 sélections et 3 buts en équipe nationale.

- Championnat de Grèce :
  - Vice-champion en 1999, 2002, 2006, 2007 (AEK Athènes) et 2009 (PAOK).

- Coupe de Grèce : 
  - Vainqueur en 2000 et 2002 (AEK Athènes).
  - Finaliste en 2006 (AEK Athènes).